# Kazue Ito
Ne doit pas être confondu avec Kazue Ito (actrice).
Kazue Itō (伊藤 良恵, Itō Kazue), née le 22 décembre 1977 à Kanagawa, est une joueuse de softball japonaise. Durant les Jeux olympiques d'été de 2000, elle remporta la médaille d'argent puis, aux Jeux olympiques d'été de 2004, elle remporta une médaille de bronze.